# العنبه (دير الزور)
العنبه قرية سورية تتبع ناحية التبني في منطقة مركز دير الزور في محافظة دير الزور. بلغ عدد سكانها 1042 نسمة في عام 2004 حسب إحصاء المكتب المركزي للإحصاء.